# 苏伊士运河

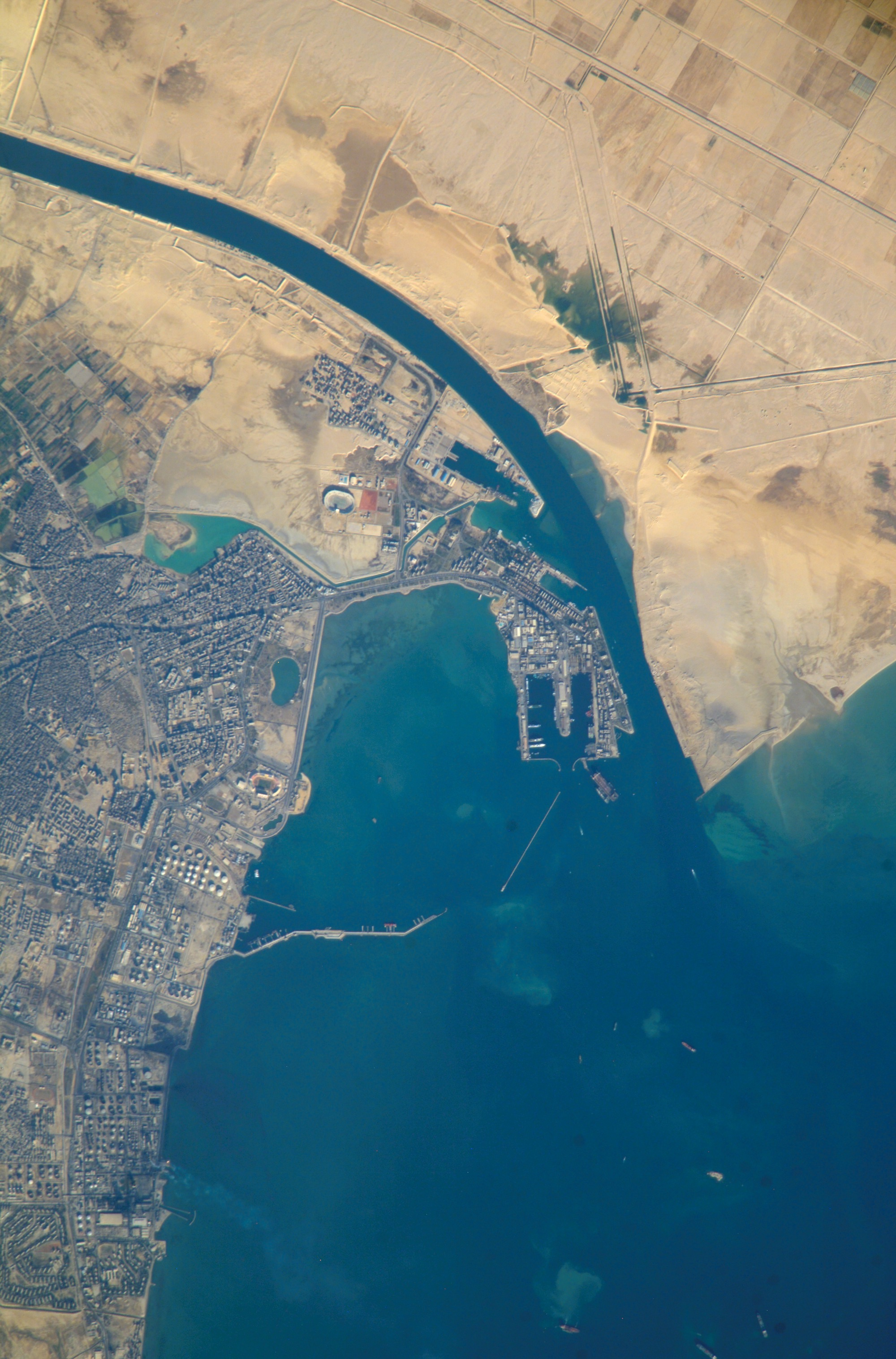
蘇伊士運河在蘇伊士南部的終點蘇伊士灣（紅海）

蘇伊士運河（阿拉伯語：قناة السويس），舊譯蘇彝士，处于埃及西奈半岛西侧，横跨在亞洲、非洲交界處的苏伊士地峡，頭尾則在地中海侧的塞德港和红海苏伊士湾侧的苏伊士两座城市之间，全长约164公里，是全球少數具備大型商船通行能力的無船閘運河。
这条运河連結了欧洲与亚洲之间的南北双向水运，船隻不必绕过非洲南端的好望角，大大节省航程。以從英国伦敦港或法国马赛港到印度孟买港的航行為例，穿過苏伊士运河比绕道好望角可缩短至少43%的航程距離（約7,000公里）。在苏伊士运河开通之前，有时人们从船上卸下货物，透過陆运在地中海和红海之间运输。
运河当前由埃及的蘇伊士運河管理局拥有和管理。由於位置極具戰略價值，根据君士坦丁堡公约，“运河在战时也可像和平时期一样，任何商用及军用船只均可使用，而无需悬挂区别旗帜。”

## 历史

### 古代开凿
开凿運河最早可追溯到古埃及第十二王朝，法老辛努塞尔特三世为了进行直接贸易，下令挖掘一条貫通“东西方向”的运河，连接红海与尼罗河。有证据显示这条运河持續存在到公元前13世纪的拉美西斯二世时期（参见）。随后运河被荒废，目前为一条连接尼罗河开罗东侧与苏尔士运河南段的一条灌溉渠、阔约50米、当中有多个水闸，已不能通航。根据希腊历史学家希罗多德的著作《历史》记载，大约在公元前600年尼科二世着手它的重新挖掘工作，但没有完成工程。
运河最后於约公元前500年，由征服埃及的波斯王朝国王大流士一世完成。大流士在尼罗河岸建立了许多花岗岩石碑纪念其功绩，其中有一块位于离苏伊士130公里远的Kabret附近的被称为大流士碑铭中写着：

大流士王曰：吾乃波斯人。吾起于波斯而征于埃及。吾命开此河，发于尼罗奔流埃及，止于瀚海濒临波斯。此河即成，埃及之舟舶可沿之直抵波斯，合吾所愿。

Saith King Darius: I am a Persian. Setting out from Persia, I conquered Egypt. I ordered this canal dug from the river called the Nile that flows in Egypt, to the sea that begins in Persia. When the canal had been dug as I ordered, ships went from Egypt through this canal to Persia, even as I intended.
托勒密二世於公元前250年左右重奪运河。运河在随后一千年中持續被改进、摧毁和重建，直到公元8世纪被阿拔斯王朝的哈里发曼苏尔废弃。
部分可考的古代部分运河开放时期的开始时间如下：
- 辛努塞尔特三世时期，约公元前1874年。
- 塞提一世时期，公元前1310年
- 尼科二世时期，公元前610年
- 大流士一世时期，公元前510年
- 托勒密二世时期，公元前285年
- 图拉真时期，公元117年
- 阿拉伯埃米尔时期，公元640年。此后开放了150年。

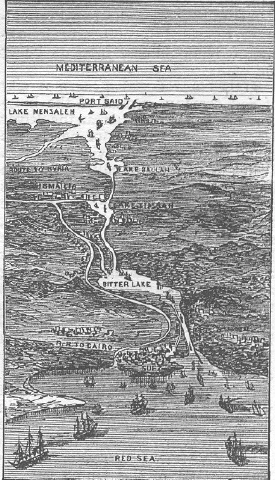
1881年的苏伊士运河图画

### 近代重建
近代挖掘运河的尝试是在古運河被廢棄一千多年后。18世纪末拿破仑·波拿巴占领埃及时计划建立运河连接地中海与红海。不过由于法国人勘定有误，计算出红海的海平面比地中海高，意味着無法建立无船闸的运河，隨後拿破仑放弃计划，并在和英国势力的对抗中离开埃及。
在拿破仑失败之后，法兰西第二殖民帝国因为美洲的殖民地被英国所奪，所以重点向东方发展。打通苏伊士运河对法国意义更为重大。1854年至1856年，法国驻埃及领事，斐迪南·德·雷赛布子爵获得了奥斯曼帝国埃及总督塞伊德帕夏特许成立公司，并按照奥地利工程师Alois Negrelli制定的计划建造向所有国家船只开放的海运运河。公司通过租赁相关土地，可自运河通航起主持营运99年。
1858年12月15日，苏伊士运河公司（Compagnie Universelle du Canal Maritime de Suez）成立，强徵埃及貧民穿过沙漠挖掘运河，部分苦力甚至被施以鞭笞。工程耗時将近11年，期間克服了大量技术、政治和经费问题，最终花费1860万镑，超出最初预算大約两倍。运河于1869年11月17日通航，这一天被定为运河的通航纪念日。

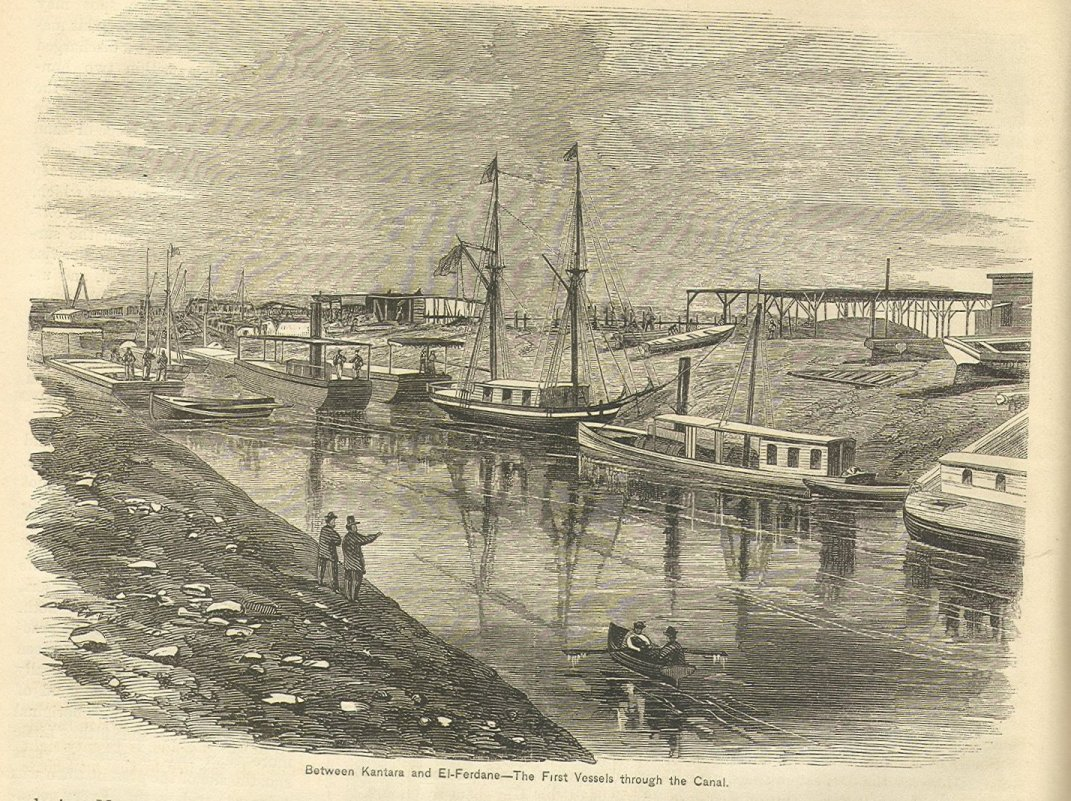
19世纪首次通过运河的情形之一

### 争夺
运河甫一通航馬上对世界贸易產生重大影响，也是工業革命的船隻前哨站，是世界全球化的一大進步。當時人们只要搭配六个月前竣工的美国大陆铁路网，就能在创纪录的时间内环游整个世界。此後環遊世界者多會經過此地。
运河同时在欧洲國家於非洲的渗透和殖民过程中扮演重要角色。在1870-1930年间，苏伊士运河公司的纯利润达35亿法郎，大部分为英法两国攤分。其间在1875年，伊斯梅爾帕夏（塞伊德帕夏的继任者）因外债被迫將其国家持有的运河股份卖给英国。在1882年英国骑兵进入并保护运河后，1888年的君士坦丁堡公約明确运河为大不列颠帝国保护下的中立区。在1936年英埃條約中，英国坚持保留了对运河的控制权。其間埃及王國和宗主國英國一直控制運河。
1940年6月第二次世界大战期間，意大利王國對英法宣戰後自意屬利比亞入侵埃及王國，並以奪取蘇伊士運河為目標，但因英軍馳援埃及最終失敗。1941年2月納粹德國驻北非远征军司令隆美尔協同盟友義大利，准备夺取苏伊士运河，并试图向苏伊士运河投掷炸弹。英国著名魔术师贾斯帕·马斯克林當時是英军特战部隊的一名中尉，利用探照灯和锡片反射器造成光幕干扰德军飞行员的夜间视野，辅以日間的防空炮火，使得德軍的轰炸精度大幅下降，成功守護苏伊士运河。
1951年，埃及共和政府推翻了1936年《英埃条约》，要求英国撤军。1954年埃及王室倒台後英国同意分批撤軍。1956年6月，最后一批英军撤离埃及。
由于埃及寻求获得苏联军备，英国和美国撤除了对建设阿斯旺大坝的援助，之后纳赛尔总统宣布运河国有化，导致英、法聯合以色列入侵。1956年苏伊士战争（即第二次中东战争）持續了一星期，运河因损伤和沉没船只的影响而关闭，直至1957年4月在联合国援助下才清理完毕。联合国亦建立一支部队以维持运河与西奈半岛的和平。
运河在1967年六日战争爆發后再次被关闭達八年，當時有十五艘船在運河中停留了八年，稱為「黃色艦隊」。在1973年的赎罪日战争中，埃及军队一度横越运河进入西奈半岛以色列控制区，随后以色列军队又跨越运河西渡。1974年起，一支联合国维和部队入驻西奈半岛。运河在1975年6月5日才再次開通。虽然以色列对此一直表示抗议，但有观点认为，当且仅当埃及的国家安全受到威胁时（例如战争或领土被侵占），埃及可以对当事国采取关闭运河的自卫措施。

### 21世紀
2023年1月，苏伊士运河管理局將上调苏伊士运河的船舶通行费。

## 经济影响

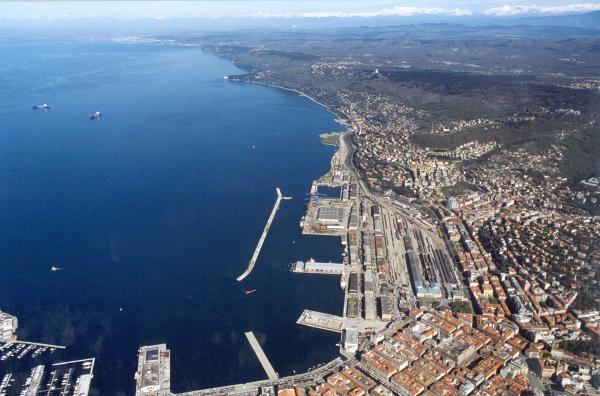
的里雅斯特旧港口，19世纪的经济中心之一

苏伊士运河建成后主要使地中海国家的海上贸易大国受惠。这些国家现在与近东和远东的联系要比诸如英国或德国之类的北欧和西欧海域贸易大得多。 当时与中欧有緊密联系的哈布斯堡王朝主要贸易港口的里雅斯特迅速崛起。 蘇伊士運河也促使地中海港口通往中欧和东欧的陸路交通迅速发展。苏伊士运河也在东非與地中海地区的联系中具有重要地位。
以19世纪到孟买的轮船旅行為例，蘇伊士運河能為從布林迪西和的里雅斯特出發的航行节省37天的时间，从热那亚為32天，從马赛31天，從波尔多、利物浦、伦敦、阿姆斯特丹和汉堡为24天。当时，人們还必须考虑要运输的货物是否可以承担昂贵的运河通行費。根据船运公司今天的資訊，与绕行非洲的路线相比，从新加坡經苏伊士运河到鹿特丹的路线将缩短6,000（3,700英里）的航程，9天的時間。由于采用较短的航线，亚洲和欧洲之间的航運可节省44％的二氧化碳排放。 
在20世纪，由于两次世界大战和苏伊士运河危机，通过苏伊士运河的贸易几次陷入停顿。许多贸易流量也从地中海港口转移到汉堡和鹿特丹等北欧港口。冷战结束后，欧洲经济一体化的发展、对二氧化碳排放的考量及一带一路倡議，才使比雷埃夫斯和的里雅斯特等地中海港口再次成为增长和投资的重点。 
苏伊士运河是埃及的重要外汇收入来源，每年约25,000艘船只通过苏伊士运河，占世界海运贸易的14%。运河管理局统计报告显示，自1975年6月重新启用到2000年6月的25年里，征收的船隻过境费达300亿美元。亚欧之间除石油外的一般货物海运，有80%经过苏伊士运河。不过由于中东地区的大量输油管道以及公路和铁路的竞争，苏伊士运河面临着过往船隻特别是运油船减少的危機，因此管理當局近年調低了过境费用。埃及政府计划在2010年将运河最大允许吃水深度改进至72英尺（22米），以允许超级油轮通过。

## 布局与运作
建成时，运河长164（102英里）深8（26英尺）。经过几次扩建，現在长193.30（120.11英里）深24（79英尺）和宽205（673英尺）。 蘇伊士運河包含22（14英里）的北段，运河本身为162.25（100.82英里），9（5.6英里）的南段 。 
所谓的新苏伊士运河是自2015年8月6日起中段的一条新平行运河，其长度超过35（22英里） 。苏伊士运河的当前参数（包括平行断面的两个独立运河）为：深度23至24（75至79英尺） ，宽度至少205至225（673至738英尺） (深度為11（36英尺）处测得的宽度）。 

### 容量
在某些条件下，运河允许最多吃水20（66英尺）或240,000载重吨位，最大高度为水線上68（223英尺），最大寬度为77.5（254英尺）。 蘇伊士型的尺寸大于巴拿马型和新巴拿马型，与巴拿马运河相比，蘇伊士运河可以容納更多的交通和更大的船只。一些超级油轮太大以致无法横穿运河。其他船隻例如超級油輪可以将部分货物卸载到运河局拥有的船上，以减少其吃水，並在运河另一端的重新裝载。

### 导航
由于平坦的地形及運河两端的微小海平面差异，运河没有船閘。根据《海岸研究杂志》 2012年的一篇文章，由于运河没有海浪闸门，末端的港口可能受到地中海和红海海啸的突然影响。 
坎塔拉附近的巴拉旁路(Ballah-Bypass)和大苦湖之間有一条设有过境区的运输线。通常一天有三支船队穿越运河，两支南行，一支北行。船隻以8節（15每小時；9英里每小時）的速度航行。低速有助于防止船隻的尾迹侵蚀河岸。通過運河大約需花費11到16个小时。
至1955年，大约三分之二的欧洲石油通过运河。运河约占世界海上贸易量的8％。 2008年，有21,415艘船隻通过了运河，总收入为53.81亿美元， 平均每艘251,000美元。
新的航行规则于2008年1月1日生效，由苏伊士运河管理局董事会通。最重要的修订包括允许吃水深度62-英尺（19-）的船隻通过，允许的宽度从32（105英尺）增加至40（130英尺） ，并對未经许可在运河内使用非蘇伊士運河管理局驾驶员的船只处以罚款。符合国际公约最新修正案的装有危险货物（例如放射性或易燃材料）的船舶，该修正案允许其通过。
蘇伊士運河管理局有权确定协助军舰穿越运河所需的拖船数量，以在运输过程中获得最高的安全性。 

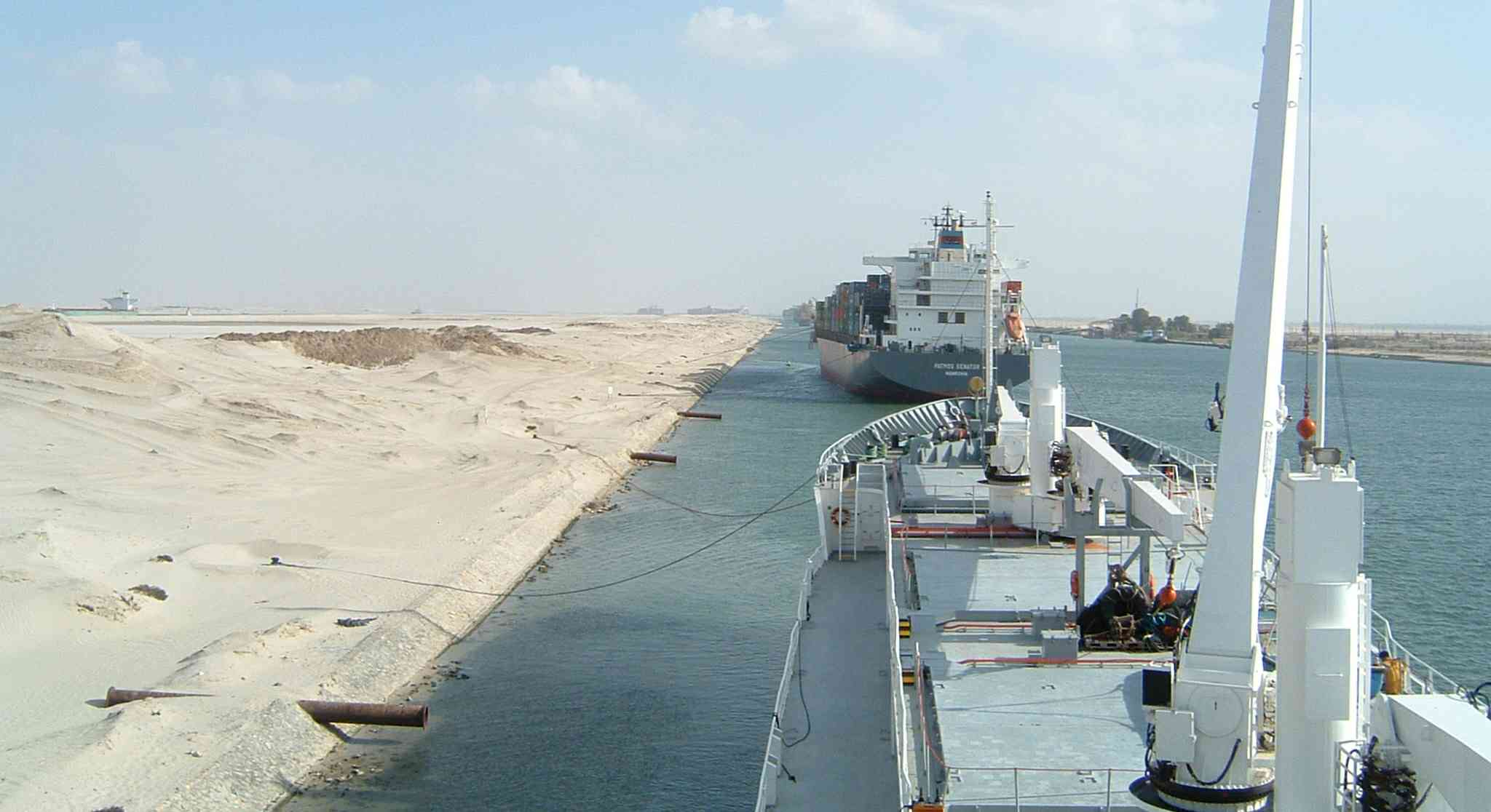
穿越運河期間停泊在巴拉(El-Ballah)的船只

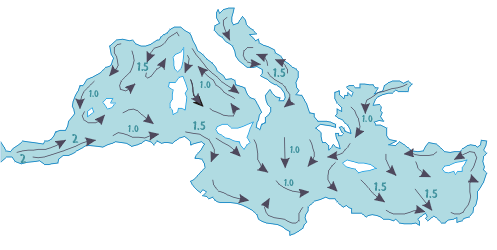
6月地中海的主要航線

建成时，运河长164（102英里）深8（26英尺）。经过几次扩建，現在长193.30（120.11英里）深24（79英尺）和宽205（673英尺）。 蘇伊士運河包含22（14英里）的北段，运河本身为162.25（100.82英里），9（5.6英里）的南段 。 

### 運作
2015年8月之前，运河太窄以致无法进行双向通行，因此船隻必須驶入船隊并使用旁路。旁路共長78（48英里）佔運河全長 193（120英里） 的40%。从北到南，旁路有塞得港旁路（入口） 36.5（23英里） ，巴拉(Ballah)旁路和锚地9（6英里） ，蒂姆萨(Timsah) 5（3英里）和德沃索爾(Deversoir)旁路（位於大苦湖的北端） 27.5（17英里） 。旁路于1980年完成。
通常一艘船需要12到16个小时才能通过运河。运河24小时运力约为76艘标准船。 
2014年8月，埃及委託一家由埃及军队和全球工程公司工程樓组成的财团，在苏伊士运河地区开发国际工业和物流枢纽，并在60公里至95公里处建造新的运河段和拓寬與挖深其他37公里長的运河。 这項工程将允许船隻在72公里長的运河中央段雙向通行。总统阿卜杜勒-法塔赫·塞西于2015年8月6日為這項工程剪綵。 

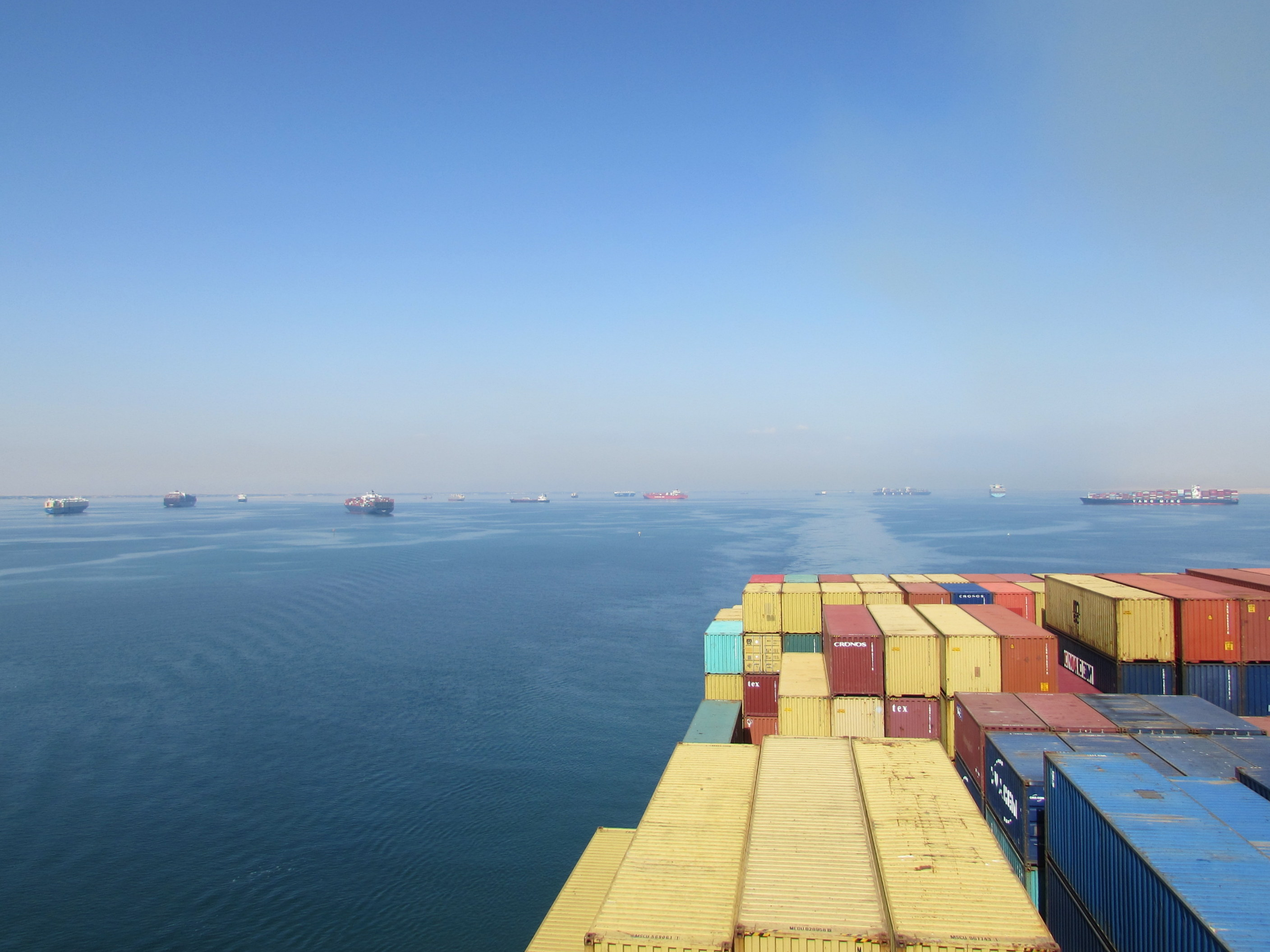
2014年10月，北行船队经过南行船队，在大苦湖中等候。

### 船隊航行
由于运河不能满足不受管制的双向交通，因此所有船都必須按24小时的排程跟隨船队穿越運河。每天04:00有一个向北的船队从苏伊士出发。在双河道段，船队使用东部路线。 南行船队同步通过，其于03:30从塞得港出發，在双河道段與北行船队相遇。

### 跨越运河的設施

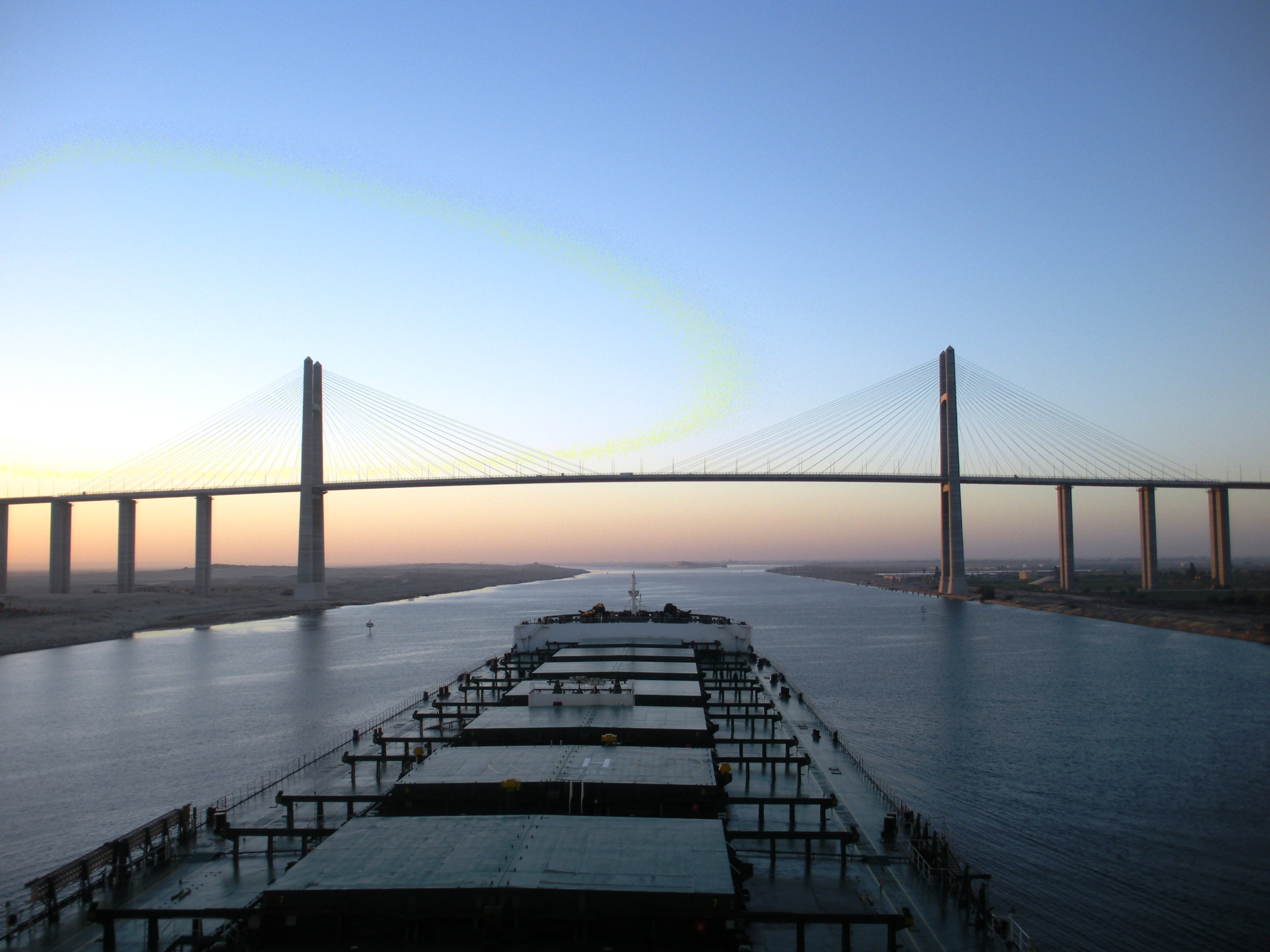
一艘海岬型散裝貨船正在穿過蘇伊士運河大橋

从北到南：
- 蘇伊士運河大橋（30°49′42″N 32°19′03″E / 30.828248°N 32.317572°E）是一座位於El-Qantarah el-Sharqiyya的高層公路橋，高於河面70-（230-英尺），由日本政府協助建築，2001年完工。
- 法尔达内铁路大桥（英语：El_Ferdan_Railway_Bridge）（30°39′25″N 32°20′02″E / 30.657°N 32.334°E），位於伊斯梅利亞北部20（12英里）（30°35′N 32°16′E / 30.583°N 32.267°E），2001年完工。是世界上最長的旋轉橋，跨度340（1,120英尺）。先前此處的一座橋在1967年阿以衝突中被毀。
- 蘇伊士以北57（35英里）處以一個運送淡水到西奈半島的管道（30°27.3′N 32°21.0′E / 30.4550°N 32.3500°E）。
- 艾哈邁德·哈姆迪隧道（英语：Ahmed_Hamdi_Tunnel）（30°5′9″N 32°34′32″E / 30.08583°N 32.57556°E），位於大苦湖（30°20′N 32°23′E / 30.333°N 32.383°E）以南，建於1983年。後來因漏水問題，1992年至1995年在舊管道中又新建了一個管道。[38]
- 蘇伊士運河高架輸電線（英语：Suez_Canal_overhead_powerline_crossing）（29°59′46″N 32°34′59″E / 29.996°N 32.583°E）建於1999年。

## 事件
- 1869年11月17日，在蘇伊士運河開幕式的船隊遊行中，法蘭西火輪船公司的「佩魯賽號」（Péluse）於塞得港港門附近停泊時，不小心擱淺。
- 1869年11月22日，一艘埃及的蒸汽船「拉提夫號」（Latif）與其他數艘船擱淺在蘇伊士港。[39][40]
- 1883年6月11日，蒸汽船「維多利亞號」（Victoria）擱淺在蘇伊士運河中，其船尾柱及螺旋槳均損壞。[41]
- 1885年8月11日，預計從布什爾航行至倫敦的蒸汽船「丹吉爾號」（Tangier）擱淺在蘇伊士運河大苦湖段。[42]
- 1885年10月13日，蒸汽船「丕林號」（Perim）擱淺在蘇伊士運河Chalonf段。[43][44]
- 1886年4月10日，預計從孟買航行至倫敦蒸氣船「坎特伯雷號」（City of Canterbury）擱淺在「蒂姆薩湖—伊斯梅利亞」段（Timsah-Ismailia），蒸汽船「愛爾娃號」（Alva）意外擱淺在東線的北燈塔（North Lighthouse）處。
- 1893年9月5日，負責東方航線的蒸汽船「歐若亞號」（Oroya）在蘇伊士運河中、距離運河河口64公里處擱淺。[45]
- 1893年12月27日，蘇格蘭格拉斯哥一間航運公司的蒸汽船馬西森號（Clan Matheson）在蘇伊士運河中、距離運河河口54公里處擱淺。[46]
- 1905年9月5日傍晚，在塞得港南方9哩處，英國貨輪「查塔姆號」（Chatham）在往北行駛時，被一艘向南行駛的貨輪撞擊。船上煤油燈因此摔破，燃起熊熊烈火。由於火燒到了儲存80噸炸藥與焦煤的前半部船艙，讓船付之一炬，運河上還飄散著易燃的殘骸、碎片。[47]
- 1908年1月23日，由於颶風來襲，一艘荷蘭蒸汽船「雷鳴號」（The Goentoer）擱淺在蘇伊士運河中。當地天氣在5天後雖較為和緩，但依舊不夠穩定，無法讓蒸汽船順利駛離。[48]
- 1926年11月4日，一艘荷蘭蒸汽船「卡里蒙恩號」（Karimoen）因大霧擱淺在蘇伊士運河河岸。這艘船從荷蘭阿姆斯特丹及比利時的安特衛普啟航，預計抵達印尼巴達維亞。[49]
- 1933年11月30日，一艘貨輪在蘇伊士運河上觸岸，船身在河道上打橫，船首及船尾均擱淺，堵住其他船隻的去路。[50]
- 1934年1月5日，「阿伯丁線」航運公司（Aberdeen and Commonwealth Liner）旗下一艘13,856噸的船「埃斯佩蘭斯海灣號」（Esperance Bay），擱淺在蘇伊士運河大苦湖段。該船載了112名旅客，並有220名船員，從澳洲啟航，預計航向英國。隔日，在卸載600噸的貨物後，該船成功脫淺。[51]
- 1934年10月10日，一艘16,113噸的客貨船「納爾代拉號」（Naldera），擱淺在蘇伊士運河Kabret段。這艘客貨船為鐵行輪船公司（Peninsular and Oriental Steam Navigation Company, P. & O. Company）所有，航程起於英國倫敦，終於印度孟買。[52]
- 1937年4月10日，鐵行輪船公司（Peninsular and Oriental Steam Navigation Company, P. & O. Company）旗下一艘19,627噸的大型輪船「印度總督號」（Viceroy of India），滿載700名旅客，於一日內擱淺兩次。第一次是在蘇伊士運河河口擱淺，所幸並無大礙，由拖船脫離後，便繼續航行。不久，卻又在距離埃及塞得港65浬處，因為強風而擱淺。當日下午在卸除部分貨品後，成功從河中浮起。不過，船尾舵、船殼均有損傷。這艘船擋住數艘通航船隻的去路。載著數百名旅客的19,970噸輪船「奧龍特斯號」（Orontes），被迫請旅客上岸等候事故排除。另外兩艘輪船上的旅客也被迫下船，改搭火車，再轉乘其他輪船。1937年4月13日當地時間晚上9點，「印度總督號」終於離港，航向法國馬賽。[53][54][55][56]
- 1939年2月18日，一艘14,193噸的倫敦輪船「摩頓灣號」（Moreton Bay）在蘇伊士運河河口擱淺。這艘船隸屬於「阿伯丁線」航運公司（Aberdeen and Commonwealth Line）。不久後，該船即成功脫淺。因為沒有損傷，繼續航向澳洲。[57]
- 1952年5月12日  一艘英國豪華郵輪卡羅尼亞號（Caronia）因一陣強風，在蘇伊士運河上擱淺，同時堵住運河南北航道。[58]
- 1953年9月27日，一艘6,219噸的英國貨輪「教會號」（Lord Church）擱淺在蘇伊士運河。這艘船載運8,500噸的錳礦，從印度孟買啟航，預計航行至荷蘭鹿特丹。這起事故令6艘船無法順利航向地中海。[59][60]
- 1953年10月24日，3艘船在蘇伊士運河追撞，導致運河停止通航12小時。當日，挪威油輪「哈弗丕林斯號」（Havprins）因引擎問題擱淺，緊隨在後方的美國貨輪「鋼鐵辯護人號」（Steel Advocate）反應不及，撞上「哈弗丕林斯號」停泊用的纜繩。為了擺脫纜繩，美國貨輪卻又不小心撞上後頭的英國貨輪「伊庭達號」（Itinda）。所幸該起事故沒有造成船隻太嚴重的損傷。[61][62][63][64]
- 1953年11月2日，退役的獨角獸號航空母艦（Unicorn）離開塞得港、航向英國時，於蘇伊士運河擱淺。5小時後，順利由拖船拖離。[65]
- 1953年11月24日晚間，一艘7,176噸的巴拿馬籍貨輪「大西洋潮流號」（Atlantic Wave）在塞得港南方8哩處擱淺，阻塞通航5個小時，所幸隔日即事故即告解除。[66]
- 1953年12月5日晚間，一艘10,172噸的巴拿馬籍郵輪「佳士得蘇伊士號」（Caltex Suez）載著15,000噸的原油，從波斯灣航向英國。但在塞得港南方51哩處擱淺，阻擋蘇伊士運河通航12小時。該船為紐約暨巴拿馬海外蒸汽船公司（Oversea Steamships Company of New York and Panama）旗下的油輪。所幸事故隔日即解除。[67][68]
- 1953年12月8日，一艘7,176噸、從遠東航向歐洲的法國貨船「歐萊號」（Auray）在塞得港40哩處擱淺，阻塞航道12小時。[69]
- 1954年11月10日一艘賴比瑞亞油輪「法萊卡號」（Falaika）因為操縱問題而擱淺。緊隨在後的兩艘貨輪——賴比瑞亞籍與法國籍——為了閃避擱淺的「法萊卡號」，也觸岸擱淺。這起事故導致蘇伊士運河暫停通航12小時。[70]
- 1954年12月31日，一艘滿載原油、懸掛賴比瑞亞國旗的希臘油輪「世界和平號」（the World Peace）因舵機損壞，在距離塞得港南方38哩處，撞上1942年由英國所建得阿爾佛丹鐵路橋（El Ferdan）。甲板損壞，擱淺在蘇伊士運河上，所幸沒有造成爆炸與傷亡。這艘船的船東為希臘航運巨頭尼亞爾霍斯（英语：Stavros Niarchos）所經營的世界油輪公司（World Tanker Corporation）。這起事故堵住200多艘船的去路，3日後在拖船、駁船、起重機船、推土機和幫浦的合力解救下，才成功解圍。。[71][72][73]
- 1956年3月20日，一艘挪威油輪「奈漢默號」（Nyhammer）在蘇伊士運河上擱淺，導致停航一整天。[74]
- 1956年7月21日，一艘7,260噸的美國貨輪「海洋之星號」（Seastar）在蘇伊士運河擱淺。這艘船為德州休士頓的陶德休士頓公司（Todd-Houston S. B. Corp.）所有。[75][76]
- 1956年7月26日，埃及總統贾迈勒·阿卜杜-纳赛尔宣布將原屬英、法企業所有的蘇伊士運河公司收歸國有。[77]
- 1956年10月2日，一艘2,270噸的英國貨船「亨德利克號」（Hendrik）離開一條窄小的水道時擱淺時，在距離塞得港30浬處擱淺，其船首深陷泥岸，卡在運河往南的航道一個半小時後，才被拖船拖走。這艘船當日早上剛從塞得港啟航，預計航向埃及伊斯梅利亞。[78][79][80]
- 1956年10月3日，一艘607噸的南斯拉夫的摩托船（內燃機船）Vrbas號在蘇伊士運河擱淺。該船是埃及領航員接管蘇伊士運河後的第一起擱淺事件。不久後，同一天又有一艘埃及貨輪及希臘貨輪擱淺。[73][81][82]
- 1956年10月15日，一艘10,639噸的英國油輪「史蒂芬碉堡號」（Fort Steven）在蘇伊士運河擱淺，導致通航時間延遲2小時。該船從波斯灣啟航，載著1,500噸的原油，航向英國。[83][84]
- 1957年6月12日，一艘9,786噸的瑞典油輪「金恩號」（Kinn）擱淺於蘇伊士運河。[85][86]
- 1957年6月19日上午，巴拿馬船「貝薩亞河號」（Rio Besaya）擱淺。在這起事故發生之前不久，還有一艘10,799噸的英國油輪「蒺藜號」（Tribulus）擱淺，阻礙南向航道12小時。[87][88][89]
- 1957年8月16日晚間，一艘從波斯灣啟航的9,403噸土耳其油輪「巴貝多號」（Barbados）往北航向土耳其時，在塞得港南方18哩處擱淺，阻礙通航12小時。[90][91]
- 1957年8月30日，一艘3,000噸的南斯拉夫貨輪「烏奇卡號」（Ucka）因舵機損壞而擱淺。[92]
- 1957年9月7日，一艘10,984噸的英國摩托船「杜倫號」（Durham）在蘇伊士運河擱淺，所幸船身並無受損。[93]
- 1957年9月10日，一艘21,000噸的賴比瑞亞油輪Petrokure號在蘇伊士運河入口處擱淺，但並無影響通航。[94]
- 1957年9月15日，一艘11,791噸的瑞典油輪「達納蘭號」（Danaland）因引擎爆炸，船隻失去控制，擱淺在蘇伊士運河，導致交通受阻9小時。前一天埃及政府剛舉行取回蘇伊士運河管理權一週年的慶典。在慶典中，埃及運河管理局局長穆罕默德・尤尼斯（Muhammad Younis）宣布1958年1月，蘇伊士運河將能容納吃水水深35呎的船隻，並強調兩週以來的船隻通行數量為47艘，比起蘇伊士運河公司過去的40艘要多。[95][96][97][98]
- 1957年10月14日上午，一艘23,233噸的賴比瑞亞油輪「安德羅斯泉號」（Andros Springs）在塞得港南方25哩處擱淺，方向舵損壞。[99]
- 1957年11月28日，一艘8,819噸的荷蘭油輪Purfina Netherland號因引擎問題而擱淺，影響蘇伊士運河的交通4小時。[100][101]
- 1957年12月20日，一艘5,185噸的哥斯大黎加貨輪「馬爾祖克號」（Marzuk）擱淺於蘇伊士運河。[102]
- 1957年12月22日，一艘20,235噸的賴比瑞亞貨輪「世界審判者號」（The World’s Jury）在塞得港南方51哩處擱淺，阻礙後方15艘船的通航。[103]
- 1958年1月14日，10,712噸的英國油輪「埃索倫敦號」（Esso London）與6,612噸的瑞典油輪「穀神號」（Ceres）在蘇伊士運河擱淺，導致運河的領航工作停擺12小時。[104][105][106][107]
- 1958年1月26日，蘇聯油輪「高爾基號」（Gorky）擱淺在蘇伊士運河，事故在兩小時後排除。[108]
- 1958年2月7日，瑞典船長A. Teramo控訴埃及的領航員讓他的油輪「穀神號」（Ceres）擱淺12次，造成船舵毀損。[109]
- 1958年2月11日，8,046噸的賴比瑞亞油輪Mariverda號及12,843噸的挪威油輪Vestfpld號在濃霧中擱淺，導致蘇伊士運河中往北的船隊停駛。[110][111][112]
- 1958年3月7日，埃及的沙漠風暴導致一艘5,469噸的英國貨輪Shahzada號擱淺。[113]
- 1958年4月21日，船籍為賴比瑞亞的美國油輪「世界之美號」（The World Beauty）與另一艘同為賴比瑞亞籍的23,233噸油輪「安德羅斯泉號」（Andros Springs）在蘇伊士運河上相撞，兩艘船的船首均損毀。同日，一艘8,738噸的英國油輪「英國旗號」（British Ensign）因引擎問題，在蘇伊士運河南端靠近出口處擱淺。緊隨在後的11,224噸瑞典油輪「安菲翁號」（Amphion）也因前方船隻突然停駛而擱淺。[114][115]
- 1958年11月24日，10,645噸的英國油輪Caltex Wellington及12,500噸的丹麥油輪Dansborg在塞得港南方12哩處擱淺。兩艘船原本往北航行，導致往北的船隻延遲12小時通航，往南的則延遲24小時。事故發生的前一日，蘇伊士運河才剛因沙漠風暴停頓3小時。[116]
- 1959年2月20日早上，一艘24,883噸的賴比瑞亞油輪「世界之智」（World Intelligence）在塞得港南方60哩處擱淺，阻礙蘇伊士運河通航12小時。據報紙報導，這起事故是48小時內的第二起。[117]
- 1959年4月21日，一艘7,195噸的義大利船隻「厄瑞克忒翁號」（Eretteo）因引擎問題擱淺，導致通航受阻7小時。[118]
- 1960年2月2日，一艘12,192噸的英國油輪「蝸牛號」（Hemiplecta）在蘇伊士運河擱淺。由於該船是往北的船隊中的第二艘，造成後發24艘船無法繼續航行。[119]
- 1960年4月16日，埃及吹起沙漠風暴，一艘18,400噸的希臘船「祖國號」（Patris）因此在塞得港南方擱淺，阻礙25艘船的通行。另外一艘Central Gulf汽船公司（Central Gulf Steamer Corporation）旗下的希臘客輪與一艘美國油輪「波托馬克號」（Potomac）擱淺。後者甚至不幸與另一艘7,601噸的美國油輪「綠谷號」（Green Valley）相撞。[120][121][122]
- 1960年11月27日，一艘法國貨輪Berenice為了閃避水面上起火的油污（該油污為一艘漏油的油輪所造成），而擱淺在蘇伊士運河上。此一超高的通行船隻數量被認為是事故堵塞交通後的影響。[123][124]
- 1960年11月27日，蒸汽油輪「卡茲瑪號」（Kazimah）擱淺在蘇伊士運河，右舷的油艙受損起火，一艘前來搶救的挖泥船也著火。船上原本預計運送至英國的貨物，被迅速救出，送至其他船上）。蘇伊士運河上的另外兩艘船，為了閃避這樁事故，不小心擱淺。[125]
- 1967年，第三次中东战争爆发后，直至1975年，运河被埃及武裝力量阻断，无法通行，导致15艘货轮被困在运河上。
- 1976年10月13日，一艘向南行駛的30,000噸的希臘油輪Uanxllas號擱淺在蘇伊士運河上，15小時候救援成功。[126]
- 1989年，裝載14,000噸磷酸鹽的巴拿馬籍貨輪「光榮藍寶石號」（Sapphire Glory）自約旦亞喀巴港啟航，預計航向印度。但在埃及大城沙姆沙伊赫（Sharm El Sheikh）附近，擦撞珊瑚礁擱淺。船上的磷酸鹽外洩，導致當地海洋的生態危機，引發埃及的官員與環境專家的關切。[127]
- 2017年10月18日，日本貨輪「OOCL Japan」因機械故障擱淺。[128]
- 2021年3月24日，由台灣長榮海運向船東為日本正榮汽船（Shoei Kisen Kaisha）承租的大型貨櫃輪長賜輪（Ever Given），於蘇伊士運河擱淺并横向堵截航道六天，導致運河航路堵塞，造成超過300艘船隻排隊等候，具體事發原因與經過，相關單位調查中。[129][130][131]
- 2021年9月9日，一艘貨船在蘇伊士運河短暫擱淺[132]。
- 2023年1月9日，货轮“荣光”号在苏伊士运河因“突发技术故障”搁浅，苏伊士运河管理局不久后用拖船成功帮其脱困，未严重影响水上交通。该船由乌克兰驶向中国，船上载有超过6.5万吨玉米。[133]

## 腐败问题
苏伊士运河因腐败问题严重，被业内人士称为“万宝路运河”（Marlboro canal）。2022年2月21日，海事反腐败网络发布了2011-2021年10年间海上贸易腐败数据统计。其中苏伊士运河在十年间腐败事件报告数为1795起，排名第一。